# ائتلاف ۸ مارس
ائتلاف ۸ مارس (به عربی: تحالف ٨ آذار) از جناح‌های سیاسی لبنان است که در سال ۲۰۰۵ در پی گردهمایی حزب‌الله در بیروت در مخالفت با خلع سلاح حزب‌الله، حمایت از نظام سوریه و مقاومت در برابر اسرائیل به صورت جبهه متحدی از حزب‌الله، حزب امل به رهبری نبیه بری و جنبش میهنی آزاد به رهبری میشل عون تشکیل شد.

## احزاب
از گروه‌های شاخص که در این جناح قرار دارند می‌توان به ذیل اشاره کرد. تعداد کرسی‌ها مربوط به انتخابات سال ۲۰۰۹ است:
| حزب                               | نام عربی                      | کرسی‌های پارلمان (۲۰۰۹) | پایه‌های مذهبی                                   |
| --------------------------------- | ----------------------------- | ---------------------- | ----------------------------------------------- |
| جنبش میهنی آزاد                   | التَیّار الوطنی الحُرّ            | ۱۹                     | مسیحیان مارونی                                  |
| جنبش امل                          | حَرَکة أَمَل                      | ۱۳                     | شیعیان                                          |
| حزب‌الله                           | حزب‌الله                       | ۱۲                     | شیعیان                                          |
| حزب دموکراتیک لبنان               | الحزب الدیمُقراطی اللبنانی     | ۴                      | دروزی                                           |
| جنبش مرده                         | تَیّار المَرَدَة                   | ۳                      | مسیحیت، بیشتر مارونی                            |
| حرکت مجد                          | حَرَکة مَجْد                      | ۲                      | اهل تسنن                                        |
| فدراسیون انقلابی ارمنیان در لبنان | الطاشناق                      | ۲                      | ارمنی‌های لبنان                                  |
| حزب سوسیال ناسیونالیست سوری       | الحزب السوری القَومی الاجتماعی | ۲                      | طرفدار سکولاریسم و دارای حامیانی در تمامی قشرها |
| حزب بعث - شاخه لبنان              | حزب البعث العربی الاشتراکی    | ۲                      | سکولاریسم                                       |
| حزب تضامن                         | حزب التضامُن                   | ۱                      | مسیحیت مارونی                                   |
| بلوک سکاف                         | کتلة سکاف                     | ۰                      | کاتولیک یونانی                                  |
| سازمان ملی ناصری                  | التنظیم الشعبیّ الناصریّ        | ۰                      | اهل تسنن                                        |
| حزب دموکراتیک عربی                | الحزب الدیمُقراطی العربی       | ۰                      | علوی                                            |